# Häggholmen (Kalixrivier)
Häggholmen is een Zweeds eiland in de Kalixrivier. Het eiland ligt ter hoogte van Övermorjärv in een meer met die naam; het ligt voor het schiereiland Klubben. Het eiland heeft geen oeververbinding en is onbebouwd.